# Битка код Копенхагена (1807)
Друга битка код Копенхагена или бомбардовање Копенхагена одиграло се од 16. августа до 5. септембра 1807. године. Овај догађај је део Англо-данског рата, а завршен је капитулацијом Копенхагена.

## Битка
Британци су против данске флоте ангажовали флоту од 25 линијских бродова, 40 фрегата и 380 транспортних бродова на које је укупно укрцано око 29 000 војника. Без претходне објаве рата, британске трупе су се искрцале 16. августа северно од Копенхагена који је сутрадан опкољен и са копна и са мора. У осмодневним борбама на морским и копненим прилазима Копенхагену и прибрежју острва Селанд, заузет је спољни појас утврђења. Пошто је командант Копенхагена одбио да преда флоту и град, 2. септембра почело је бомбардовање Копенхагена које је, са прекидима, трајало до 5. септембра. Граду су нанете велике штете, а било је и знатних губитака у људству, нарочито употребом Конгривових ракета. Командант града потписао је капитулацију 7. септембра. Уништивши сва складишта и бродове у градњи, Британци су 21. септембра отпловили са заплењених 16 линијских бродова.